# Comité national olympique ukrainien
Le Comité national olympique ukrainien (en ukrainien, Національний олімпійський комітет України) est le comité national olympique de l'Ukraine, reconnu par le Comité international olympique. Siégeant à Kiev, il a été créé en 1990 à la suite de la dislocation de l'URSS, et  a été reconnu par le CIO en 1993. 
Le perchiste Sergueï Bubka en est le président depuis le 23 juin 2005 en remplacement de l'ancien Premier ministre ukrainien Viktor Ianoukovytch. Il reste jusqu'en 2022 à la tête du comité, remplacé alors par l' ancien escrimeur Vadym Gutzeit.

## Histoire
Avant sa création en 1990 et sa reconnaissance par le CIO, trois ans plus tard, les athlètes ukrainiens ont participé aux compétitions olympiques au nom des comités olympiques suivants :
- Empire russe (1900-1912)
- Autriche (1912)
- Tchécoslovaquie (1920-1936)
- Pologne (1924-1936)
- URSS (1952-1988)
- Équipe indépendante (1992)

Une tentative de création d'un comité national ukrainien a eu lieu en 1918 et la participation aux Jeux d'Anvers en 1920 a pu avoir lieu mais l'indépendance est perdue en 1921.

## Présidents
- Valeriy Borzov 1990-1998
- Ivan Fedorenko 1998-2002
- Viktor Ianoukovytch 2002-2005
- Sergueï Bubka 2005-2022
- Vadym Gutzeit depuis 2022.